# Nilobezzia vaga
Nilobezzia vaga är en tvåvingeart som först beskrevs av Jean-Jacques Kieffer 1911.  Nilobezzia vaga ingår i släktet Nilobezzia och familjen svidknott.
Artens utbredningsområde är Nepal. Inga underarter finns listade i Catalogue of Life.